# UV Андромеды
UV Андромеды (лат. UV Andromedae) — одиночная переменная звезда в созвездии Андромеды на расстоянии (вычисленном из значения параллакса) приблизительно 11912 световых лет (около 3652 парсеков) от Солнца. Видимая звёздная величина звезды — от +11,9m до +10,84m.

## Характеристики
UV Андромеды — красная пульсирующая полуправильная переменная звезда типа SRB (SRB) спектрального класса M. Эффективная температура — около 3324 K.